# Mitterkirchen im Machland
Mitterkirchen im Machland település Ausztriában, Felső-Ausztria tartományban, a Pergi járásban. Tengerszint feletti magassága 235 méter, területe 28,93 km².

## Elhelyezkedése
Mitterkirchen im Machland Perg, Arbing, Baumgartenberg, Wallsee-Sindelburg, Strengberg és Naarn im Machlande településekkel határos.

## Népesség
| 2016 | 1 735 |
| 2018 | 1 718 |